# Selbu
Selbu è un comune norvegese della contea di Trøndelag.